# Gravartjärnen (Åsele socken, Lappland)
Gravartjärnen är en sjö i Åsele kommun i Lappland och ingår i Gideälvens huvudavrinningsområde. Sjön har en area på 0,0777 kvadratkilometer och ligger 414,5 meter över havet.

## Delavrinningsområde
Gravartjärnen ingår i det delavrinningsområde (711536-159403) som SMHI kallar för Utloppet av Stensjön. Medelhöjden är 431 meter över havet och ytan är 23,46 kvadratkilometer. Räknas de 4 avrinningsområdena uppströms in blir den ackumulerade arean 47,7 kvadratkilometer. Baksjöbäcken som avvattnar avrinningsområdet har biflödesordning 3, vilket innebär att vattnet flödar genom totalt 3 vattendrag innan det når havet efter 184 kilometer. Avrinningsområdet består mestadels av skog (71 procent) och sankmarker (14 procent). Avrinningsområdet har 3,23 kvadratkilometer vattenytor vilket ger det en sjöprocent på 13,8 procent.